# イワン・チスチャコフ

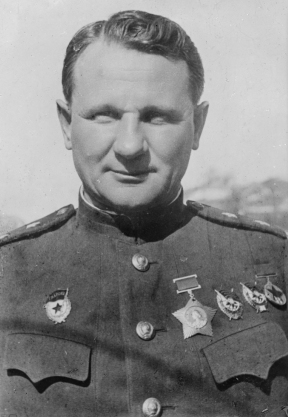
1943年頃

イワン・ミハイロヴィチ・チスチャコフ（ロシア語: Иван Михайлович Чистяков、1900年9月14日 - 1979年3月7日）は、ソ連の軍人。大将。ソ連邦英雄。オトルブニヴォ村（現カリーニン州カシンスキー地区）出身。

## 経歴
1918年から赤軍に入隊し、兵卒としてロシア内戦に従軍した。内戦終結後、小隊長、中隊長、大隊長、狙撃連隊長補佐、狙撃師団参謀部第1班長を歴任した。1920年、機関銃学校を卒業。1926年から共産党員。1927年、「ヴイストレル」課程、1930年、高等アカデミーを卒業。1936年、狙撃連隊長、1937年、狙撃軍団長補佐、1940年、ウラジオストク歩兵学校長、1941年、狙撃軍団長。
独ソ戦時、第64独立海軍歩兵旅団、第8親衛狙撃師団、第2親衛狙撃軍団を指揮。1942年10月から、第21軍（1943年4月から第6親衛軍）司令官。チスチャコフ指揮下の部隊は、モスクワの戦い、スターリングラードの戦い、クルスクの戦い、白ロシア、シャウリャイ、リガ、メーメル作戦、クールランド軍集団の撃滅に参加した。
ドイツ降伏後の1945年、極東において第1極東戦線隷下の第25軍を指揮し、ソ連対日参戦に参加。当初は満州と朝鮮の交通を断ち、日本軍の退路を封じる予定であったが、日本の降伏宣言による戦況の変化により朝鮮半島に進撃した。キリル・メレツコフの命令を受け、8月24日には占領した満州の延吉から飛行機で咸興府に到達し、櫛淵鍹一第34軍司令官と日本軍の武装解除に関する協定を結び、岸勇一咸鏡南道知事らに対し行政権の接収を通告した。8月26日には飛行機で平壌に到達し、平安南道庁舎にソ連軍第25軍団司令部を設置し、古川兼秀知事や曺晩植ら共産主義者に対し、行政権の接収を通告した。9月初めには38度線に到達し、そのまま北朝鮮地区の占領行政を担った。1947年3月5日に占領軍司令官を辞任。

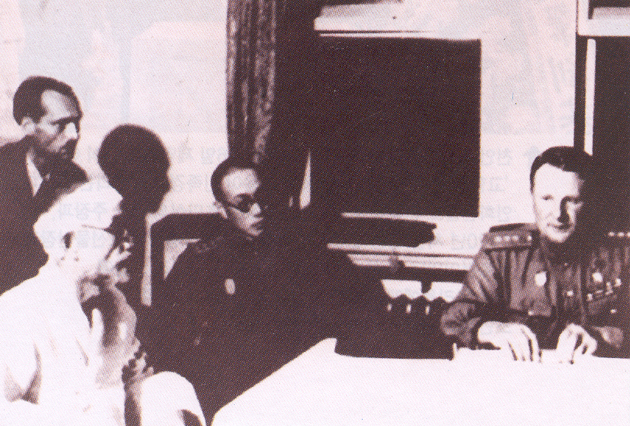
第5軍の降伏式に参加した際のイワン・チスチャコフ（写真右端）。写真中央に日本陸軍の竹下義晴中将がいる。（1945年8月撮影）

その後、各職を経て、1949年に参謀本部軍事アカデミー附属高等学術課程を修了。1954年、ザカフカーズ軍管区第一副司令官。1957年、ソ連国防省監察総監部地上軍監察局主任監察官。1968年、退役。第2期、第4期ソ連最高会議代議員。

## 栄誉
ソ連邦英雄（1944年7月22日）。レーニン勲章2個、赤旗勲章5個、1等スヴォーロフ勲章2個、1等クトゥーゾフ勲章2個、2等スヴォーロフ勲章を受章。